# Robert Ilbert
Robert Ilbert, né à en 1950 à Marseille, est un historien français, spécialiste de la Méditerranée. Professeur à l'Université de Provence, il est le fondateur en 1996 de la Maison méditerranéenne des sciences de l'homme (MMSH Aix-en-Provence) et en 2008 de l'Institut méditerranéen de recherches avancées (IMéRA Marseille), ouvert sur le site de l'Observatoire de Marseille.

## Biographie
Épistémologue de formation initiale et agrégé d'histoire en 1974, il enseigne d’abord au lycée de Mende (Lozère) avant de se spécialiser sur le Moyen-Orient. Docteur en études islamiques (1979) et docteur d'État, il a acquis une renommée internationale par ses travaux sur la ville d'Alexandrie au XIXe siècle, dans lesquels il met en relief les mécanismes de fonctionnement d'une société urbaine cosmopolite au travers de diverses phases historiques.
Longtemps enseignant à l’Université du Caire, Robert Ilbert a assuré durant deux ans la responsabilité scientifique du CEDEJ, tout en éditant à l’Institut Français d’Archéologie Orientale, du Caire près de vingt volumes de la collection « Voyageurs Occidentaux en Égypte». Nommé en 1984 à l’Université de Provence Aix-Marseille I, où il a fait toute sa carrière, Robert Ilbert est intégré à la première promotion de l’Institut Universitaire de France, tout en assurant l’enseignement de Méthodologie du cycle supérieur d’Études Politiques à l’Institut d’Études Politiques de Paris, avec Rémy Leveau, et en multipliant les interventions dans des universités étrangères, particulièrement à Oxford.
Chargé de mission auprès des ministres de la recherche Hubert Curien puis Claude Allègre, il rejoint en 1996 la Direction de la Recherche comme directeur des sciences Humaines. À ce titre, il joue un rôle central dans la réorganisation de l’ensemble de ce secteur (Réseau des MSH, Institut national d'histoire de l'art ; Institut national d’archéologie préventive ; Unités mixtes à l’étranger), avant d’être nommé en 1998 président du Conseil national de coordination des sciences humaines et sociales et membre du Conseil national de la Science. La même année, il inaugure la Maison méditerranéenne de Sciences de l’Homme à Aix-en-Provence, qu’il va diriger pendant dix ans.
Simultanément, ses efforts portent sur l’affirmation et la diffusion d’une méthode de travail qui refuse tout essentialisme musulman ou méditerranéen, en affirmant à la fois la prépondérance des concepts et le rôle moteur de l’intuition. Il développe et diffuse sa conception de la recherche (analytique et inductive) par le biais de recherches collectives, à travers la direction de grands programmes internationaux dont au moins trois engagent plus de cent chercheurs de tous horizons et de toutes origines: « Mégapoles Méditerranéennes »(avec Claude Nicolet) ; « Individu et société en Islam méditerranéen (dix volumes publiés chez I.B.Taurus, coll. The Islamic Mediterranean, soutenue par l’European Science Foundation) et « Ramses (programme cadre de l’Union Européenne)». Il diffuse ainsi sa méthode et sa conception de l'histoire contemporaine de la Méditerranée, conçue comme la construction culturelle et sociale d’un « système de différences complémentaires ».
Dans cette même perspective, Robert Ilbert a dirigé de nombreux travaux de thèse, qui tous ont en commun la marque de l'impulsion novatrice qu'il a su donner à la recherche dans un domaine où les jeux, enjeux et détours de l'identité n'ont pas toujours facilité la mise en place de méthodologies historiques dépassionnées. On compte ainsi parmi ses anciens élèves les historiens Vincent Lemire, Nora Lafi, Leyla Dakhli, Samuel Fettah, Denis Bocquet, François Dumasy, Martine Tomassetti, Laurent Escande, Francesco Correale, Jean-Luc Arnaud, , Martine Chalvet, Marc Aymes, Akihito Kudo, Didier Guignard et Raed Bader.
Publié en 1996, son ouvrage principal, Alexandrie 1830-1930, s'attache principalement à démontrer par quel biais la ville portuaire est devenue, entre 1890 et 1930, l'un des centres essentiels de la vie sociale et intellectuelle d'Afrique du Nord. Robert Ilbert est en outre l'auteur de nombreux articles scientifiques et de divers ouvrages consacrés à l'Égypte contemporaine et au monde méditerranéen.
Frappé en 2001 par un accident vasculaire cérébral massif, il a dû réduire considérablement ses activités, ce qui ne l’a pas empêché de publier une première synthèse sur le Levant, avec « De Suez à Panama » ainsi qu’une cartographie historique des mondes méditerranéens: « Mediamed » sur le site « Cartomed » de la MMSH. Son approche épistémologique transdisciplinaire se retrouve pour sa part dans la mise en place entre 2008 et 2012 du Réseau Français des Instituts d’Études Avancées (RFIEA) et particulièrement de l’Institut Méditerranéen de Recherches Avancées (Iméra, Marseille), seul « Institute for Advanced studies » au monde à être ouvert aux chercheurs de toutes disciplines scientifiques et artistiques en prenant pour point de convergence l’Incertitude considérée comme l’un des fondements de l’Univers contemporain.
Membre honoraire de l’Institut universitaire de France, Robert Ilbert est aujourd’hui professeur émérite, chevalier de la Légion d’honneur et commandeur dans l’ordre des Palmes académiques. Il est aussi lauréat du Prix scientifique Philip Morris (1997) et du Grand Prix du Festival des Sciences (2008).

## Publications
- Alexandrie, 1830-1930. Histoire d'une communauté citadine (deux volumes), Institut français d'archéologie orientale du Caire, 1996; réed. 2000
- Alexandrie 1860-1960 : Un modèle éphémère de convivialité : Communautés et identité cosmopolite (direction d'un ouvrage collectif), éditions Autrement, 2008
- De Suez à Panama : L'articulation des mondes, Actes sud, 2010

## Distinctions
- Chevalier de la Légion d'honneur
- Commandeur de l'ordre des Palmes académiques